# Khitrino (obchtina)
Khitrino (bulgare : Хитрино) est une obchtina de l'oblast de Choumen en Bulgarie.